# Mayadin
Mayadin je grad u istočnoj Siriji. Glavni je grad okruga Mayadin, u pokrajini Deir ez-Zor. Mayadin je oko 44 kilometra jugoistočno od Deir ez-Zor-a. Kroz grad teče rijeka Eufrat. Na popisu stanovništva iz 2004. godine, imao je 44.028 stanovnika, što ga čini drugim najmnogoljudnijim gradom u ppkrajini.

## Povijest

### Antika
Smatra se da je Mayadin zapravo drevna Audattha o kojoj je pisao Ptolomej, iako neki sugeriraju da je Audattha današnja Haditha u Iraku.

### Srednji vijek
Mayadin je nasljednik srednjovjekovnog grada i tvrđave Rahbat Malik ibn Tawk, koju je osnovao gospodar Abasida i imenjak izvornog grada Malik ibn Tawk.  Strateški je smješten na križanju puteva na zapadnoj obali Eufrata i smatra se "vratima" Sirije iz smjera Iraka, pa su se za kontrolu nad gradom često borile muslimanske sile i beduinska plemena u regiji. Izrastao je u jedan od glavnih muslimanskih gradova u dolini Eufrata i bio je administrativno središte. 